# George Roy Hill
George Roy Hill (20. prosinca 1921. – 27. prosinca 2002.), američki filmski redatelj.

## Život
Rođen je u Minneapolisu, Minnesota, u obitelji Georgea R. i Helen Frances Owens Hill,  katolika koji su se bavili izdavaštvom; obitelj je posjedovala list Minneapolis Tribune. Školovao se u lokalnoj srednjoj školi Black. Volio je letenje. Nakon škole bi posjećivao aerodrom, a omiljeni hobi mu je bio pamćenje rekorda letačkih asova iz  Prvog svjetskog rata. Idol mu je bio američki pilot Speed Holman. Hill je pilotsku dozvolu dobio već sa šesnaest godina. Avioni su se kasnije često pojavljivali i u njegovim filmovima, posebno u Velikom Waldu Pepperu.
Hill je volio i klasičnu glazbu, posebno  Bacha, a Sveučilištu Yale je studirao glazbu pod poznatim skladateljem Paulom Hindemithom. Diplomirao je 1943.
Tijekom  Drugog svjetskog rata, Hill je služio u američkim marincima kao pilot teretnjaka u Južnom Pacifiku. Nakon rata je radio kao novinski reporter u Teksasu, a iskoristio je i status vojnika da bi diplomirao u Dublinu, u  Irskoj na temu korištenja glazbe u Uliksu i  Finnegansovu bdijenju  Jamesa Joycea.
Po povratku u SAD, Hill je nastupao u manjim kazalištima i išao na turneje sa šekspirijanskom družinom, gdje je upoznao Louisu Horton, s kojom se oženio 7. travnja 1951. Tada se pojavio na Broadwayju, u Richardu II. 1952. je nastupio u sporednoj ulozi u holivudskom filmu Walk East on Beacon, ali izbijanje  Korejskog rata ga je vratilo u aktivnu vojnu službu, ovaj put kao noćni pilot s činom bojnika; bio je stacioniran u marinskom kompleksu za letačku obuku u Cherry Hillu, Sjeverna Karolina.

## Rad
Tijekom svoje vojne službe u Cherry Hillu, kontrolor leta u  Atlanti ga je morao 'spustiti'. Bio je to događaj koji je Hill opisao u svojem scenariju nazvanom My Brother's Keeper, koji je otkupila kuća Kraft Television Theatre. Komad je postavljen 1953., s Hillom među glumačkom postavom. Nakon demobilizacije, pridružio se družini kao scenarist, nakon čega je kasnije režirao brojne Kraftove epizode.
S televizije se 1957. preselio na Broadway kao redatelj komada Look Homeward, Angel, dobitnika  Pulitzerove nagrade, i Period prilagodbe Tennesseeja Williamsa. Potonji je 1962. prenio na filmsko platno.
Film s  Peterom Sellersom iz 1964., Svijet Henryja Orienta povećao je Hillov status u Hollywoodu, ali je njegov blockbuster iz 1966.,  Havaji, bio promašaj. Navodno je buždet dosegao 14 milijuna dolara, a producenti su htjeli Hilla zamijeniti Arthurom Hillerom; odustali su nakon što su stotine Polinežana domorodaca počeli štrajk, objavivši: "Možemo i hoćemo nastupati samo za našeg prijatelja, gospodina Hilla."
Hill reputaciju ponovno izgradio filmovima Thoroughly Modern Mile (s Julie Andrews), superuspješnim Butch Cassidy i Sundance Kid, Klaonica 5 i Žalac. I u Butch Cassidyju i Žalcu su nastupili Paul Newman i Robert Redford. Butch Cassidy je osvojio četiri Oscara; Žalac ih je osvojio pet, uključujući one za najbolji film i redatelja. Uspjeh tih dvaju filmova je značio da je Hill u to vrijeme bio jedini redatelj u povijesti koji je snimio dva filma od 10 najuspješnijih svih vremena.
Mrzio je kašnjenja na setu. Paul Newman je za Butcha Cassidyja rekao: "Ako niste bili na vrijeme na setu, odveo bi vas u svoj avion. Dobro nas je isplašio."
Hill je umro 27. prosinca 2002. u New Yorku nakon komplikacija s Parkinsonovom bolešću.

## Zanimljivosti
- Smrt se u njegovim filmovima obično ne pojavljuje na ekranu (Žalac, Veliki Waldo Pepper) ili je zadnji kadar prije nego što će lik umrijeti zamrznut dok soundtrack i dalje svira (Butch Cassidy i Sundance Kid, Svijet po Garpu).

## Filmografija
- 1962. Period prilagodbe
- 1963. Igračke na tavanu
- 1964. Svijet Henryja Orienta
- 1966.  Havaji
- 1967. Thoroughly Modern Millie
- 1969. Butch Cassidy i Sundance Kid
- 1972. Klaonica 5
- 1973. Žalac
- 1975. Veliki Waldo Pepper
- 1977. Siloviti udarac
- 1979. Mala romansa
- 1982. Svijet po Garpu
- 1984. Mala bubnjarica
- 1988. Funny Farm

## Vanjske poveznice
- George Roy Hill u internetskoj bazi filmova IMDb-u (engl.)